# Giovanni Verga

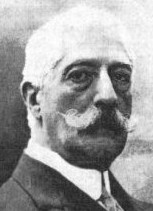
Giovanni-Verga.

Giovanni Verga, född 2 september 1840 i Catania, död 27 januari 1922 i Catania, var en italiensk författare och den främste exponenten av den så kallade verismo, som var en italiensk variant av den franska naturalismen.
Verga är framför allt känd för två romaner – Familjen Malavoglia och Mäster don Gesualdo, samt författare till noveller, varav några är utgivna i Sverige under titeln På Sicilien 1958. I denna novellsamlingen ingår bland annat novellen Cavalleria Rusticana, som Pietro Mascagni använde till libretto för operan med samma namn 1890, i svenska uppsättningen 1890 kallades operan På Sicilien.
Verga debuterade som författare av historiska romaner och skrev därefter några sentimentala romaner tills han så småningom gick över till en mer realistisk stil som skulle mynna ut i hans två mästerverk.

## De besegrade (Il ciclo dei vinti)
Inspirerad av Emile Zolas romanserie ”Les Rougon-Macquart” önskade Verga skapa en serie av romaner som beskrev olika aspekter av Sicilien på 1800-talet
Den första romanen i serien Familjen Malavoglia kom ut 1881. Romanen handlar om en siciliansk fiskarfamilj i förfall efter att ha drabbats av finansiella motgångar.
Den andra romanen Mastro-don Gesualdo kom ut år 1889. Denna handlar om en nyrik murare och hans uppgång och fall i en liten siciliansk provinsstad.
Den tredje romanen La duchessa di Leyra, som skulle handla om Mastro don Gesualdos dotter, blev aldrig färdigskriven. De övriga två romanerna i romanserien blev aldrig påbörjade.